# Укон
Укон (*右近, X ст.) — середньовічна японська поетеса періоду Хейан. Одна з «Тридцяти шести безсмертних поетес».

## Життєпис
Походила з аристократичного роду Південних Фудзівара, гілки клану Фудзівара. Була нащадком Фудзівара но Косемаро (прапрапрапраонукою), четвертого сина Фудзівара но Мутімаро.
Донька Фудзівара но Суенава, молодшого офіцера (сьосьо — на кшталт капітана) Правої внутрішньої палацової гвардії (у-коноефу). Справжнє ім'я її невідоме. Знана за посадою батька — укон-сьосьо. Завдяки батькові, що був поетом-вака, захопилася літературою.
Згодом стала придворною дамою імператриці Фудзівара но Онсі, дружини імператора Дайґо. Вона вела поетичне листування з багатьма поетами свого часу, серед яких були: принц Мотойосі, Фудзівара но Ацутада, Фудзівара но Моросуке, Фудзівара но Мороудзі, Фудзівара но Асатада і Мінамото но Сітаго.
Відома своїми любовними романами. Була закохана в Фудзівара но Ацутаду, який обіцяв їй шлюб. Втім цьому заважала служба при дворі імператриці. Але коли Укон перестала бути придворною дамою, Ацутада відмовився з нею одружуватись.

## Творчість
Була поетесою у стилі вака. Основний період її поетичної активності тривав близько 30 років. У 933 році вона склала вірш на день повноліття принцеси Косі. У 960, 962 і 966 роках брала участь в придворних поетичних конкурсах.
9 її віршів включено до імператорських антологій, насамперед «Ґосен вака-сю», «Хякунін іс-сю» (№ 38), 38 віршів в антології — «Сюй вака-сю». Основу становить любовна лірика.